# Iñaki Peña
Ignacio „Iñaki“ Peña Sotorres (* 2. März 1999 in Alicante) ist ein spanischer Fußballtorwart. Er steht beim FC Barcelona unter Vertrag.

## Karriere

### Verein
Peña, der in Alicante geboren wurde, begann seine Karriere bei den Jugendakademien von FC Alicante. 2009 folgte der Wechsel zur Jugend beim FC Villarreal. Nach 3 Jahren zog die Familie nach Barcelona um und Peña wechselte im Alter von 13 Jahren zur La Masia, der Akademie des FC Barcelona. Er durchlief alle Jugendstationen des FC Barcelonas. 2018 rückte Peña fest im Kader der zweiten Mannschaft. Seit 2019 steht Peña hin und wieder im Kader der ersten Mannschaft. Als „dritter Tormann“ blieb Peña jedoch ungenutzt.
Zur Saison 2021/22 rückte Peña fest in den Kader der ersten Mannschaft, bestreitet jedoch regelmäßig Spiele in der zweiten Mannschaft. Im Januar 2022 wurde Peña für die restliche Saison an den türkischen Erstligisten Galatasaray Istanbul ausgeliehen. Dort bestritt er 6 Ligaspiele und lief im Achtelfinale der Europa League in beiden Spielen gegen Barça zum Einsatz, in denen man ausschied.
Zur Sommervorbereitung 2022 kehrte der Torwart nach Barcelona zurück.
Am 23. Mai 2023 debütierte er erstmals für die Profis des FC Barcelona in der Liga, indem er Marc-André ter Stegen in der Halbzeit ersetzte. Die Partie gegen Valladolid wurde mit einem 3:1 verloren.

### Nationalmannschaft
Seit 2015 durchlief Peña alle Jugendnationalmannschaften. Am 12. November 2020 spielte er gegen die U-21-Auswahl der Färöer-Inseln einmalig für die U21-Auswahl Spaniens.

## Erfolge
- Spanischer Meister (3): 2019 1, 2023 1, 2025
- Spanischer Pokalsieger (2): 2021 1, 2025
- Spanischer Superpokal (2): 2023 1, 2025
- UEFA-Youth-League-Sieger: 2018